# Naturschutzgebiet Bergwiesen bei Winterberg

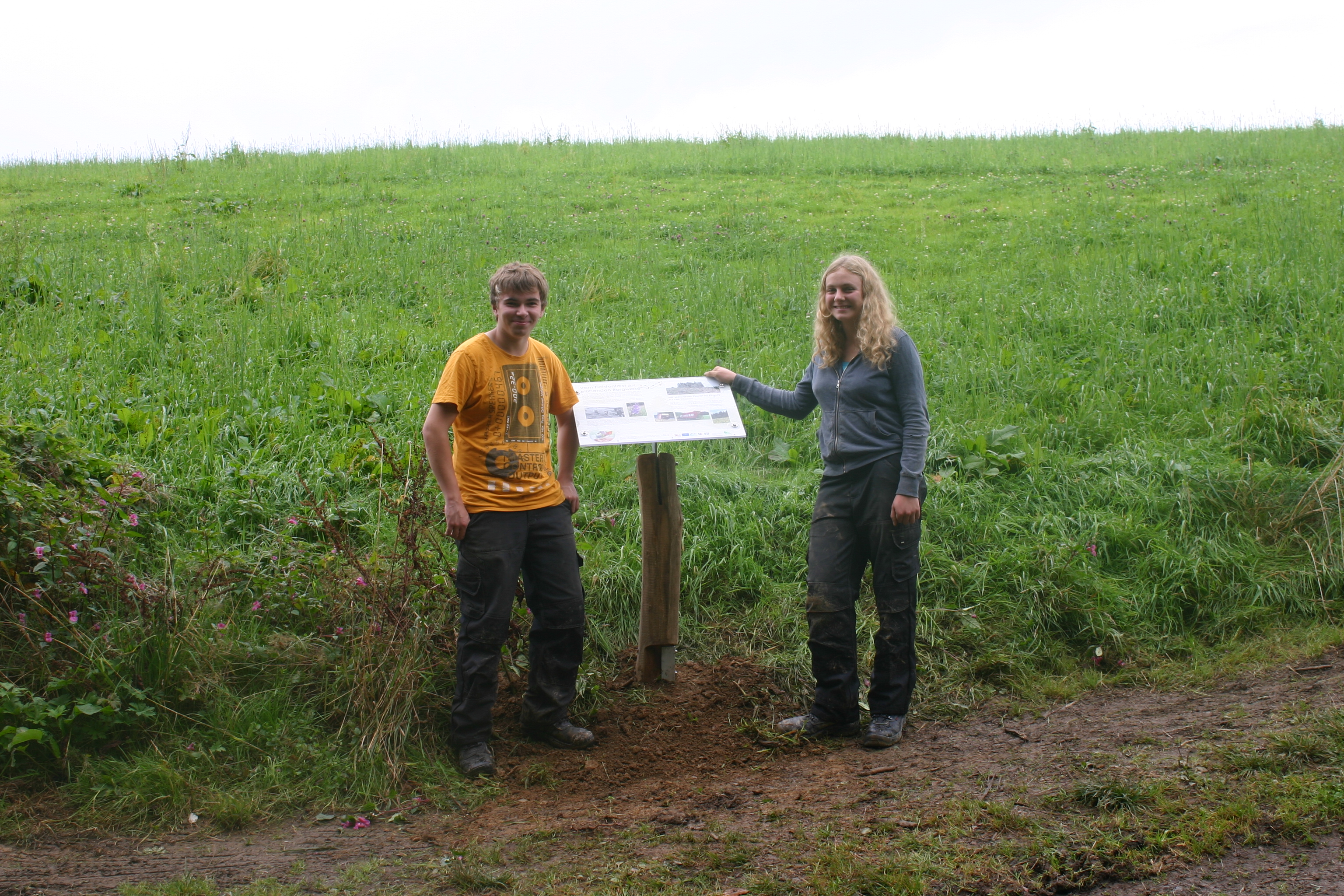
Infotafel der Biologischen Station Hochsauerlandkreis

Das Naturschutzgebiet Bergwiesen bei Winterberg ist ein 138,04 ha großes Naturschutzgebiet (NSG) im nordrhein-westfälischen Winterberg. Das NSG gehört zum 501 ha großen FFH-Gebiet Bergwiesen bei Winterberg mit der Nummer 4717–305. Das Gebiet wurde 2008 mit dem Landschaftsplan Winterberg 2008 durch den Hochsauerlandkreis als (NSG) ausgewiesen. Das NSG besteht aus vier getrennten Teilflächen, die um Winterberg liegen.

## Lebensräume
Im NSG befinden sich zusammenhängende, überregional bedeutsame Grünlandbereich in Talsysteme und auf Hängen und Bergkuppen um die Stadt Winterberg auf der Winterberger Hochfläche mit einem Biotopmosaik aus ausgedehnten, artenreichen Feucht-, Nass- und Magergrünlandes und Borstgrasrasen sowie teils seltene Waldgesellschaften. Die Grünlandbereiche werden extensiv genutzt als Wiesen- und Weidegrünländer.

## Schutzmaßnahmen
Einige Flächen befinden sich im Eigentum der Nordrhein-Westfalen-Stiftung (NRW-Stiftung) und des Landes Nordrhein-Westfalen und werden extensiv nach Vorgaben des Kultur-Landschafts-Pflege-Programms des Hochsauerlandkreises bewirtschaftet. Im NSG kaufte die NRW-Stiftung 12,63 ha Land an, welche von der Biologische Station Hochsauerlandkreis betreut werden.